# 马卡拉卡斯
马卡拉卡斯（西班牙語：Macaracas）是巴拿马洛斯桑托斯省的一个城镇，位于洛斯桑托斯省和埃雷拉省的边界上。